# 異想魅惑
《異想魅惑》是Silky's Plus WASABI在2019年9月27日發售的戀愛冒險類型成人遊戲，當中由きみしま青負責原畫，かずきふみ擔當編劇。全年齡版在2020年8月28日發售。Sekai Project在2021年11月19日推出本作的中英文版。續作《异想魅惑2》在2024年11月29日開售。
《異想魅惑》擁有多條劇情分支路線，每條路線皆有一系列預先設定的場景和人物互動。其主要聚焦於玩家角色巽悠久跟女主角的互動，並刻畫了角色之間的性行為。悠久是個陰陽師，因受師傅所託，而要跟自稱此前於英國居住的惡魔安妮麗絲一起調查某幢公寓所發生的怪異事件。
かずきふみ自出道伊始便一直想製作系統複雜的美少女遊戲，但考慮到成本問題，故一直未能實現。後來，他為了讓自己實現夢想，而找來了願意製作複雜系統的遊戲品牌Silky's Plus，向之提交《異想魅惑》的企劃書，並獲得通過。他們在這部作品的唯一女主角安妮麗絲上花了不少心機，為她繪畫大量的立繪和裝扮。
本作發售後得到了評論者的好評，認為安妮麗絲的人設有吸引力之餘，故事亦充滿懸疑元素。它登上了各大平台的當月（2019年9月）美少女遊戲銷量排行榜首4名。之後亦在2019年度萌系遊戲大賞奪得由業內人士選出的準大獎和色情系作品獎PINK金獎，並於美少女遊戲暨動漫相關商品銷售網站Getchu屋的2019年美少女遊戲大賞中獲得綜合部門第15名、系統部門第7名、圖像部門第2名、色情部門第8名。

## 遊戲系統

《異想魅惑》的遊玩介面，圖中女主角安妮麗絲正在跟玩家角色巽悠久進行對話

《異想魅惑》採取戀愛冒險的遊玩方式，玩家所扮演的是本作的主角巽悠久。玩家在遊玩的時候都需閱覽熒幕上所顯示的文本和聆聽遊戲發出的聲音，用以了解故事情節和人物之間的對話。文字和聲音會與人物拼合圖和背景一同出现，用以表示悠久在跟誰對話。本作在人物拼合圖上使用了E-mote技術，以讓遊戲人物的動作更為流暢。玩家會在故事中遇見代替背景和人物拼合圖的计算机图形。《異想魅惑》擁有多條劇情分支路線，每條路線的结局皆有所不同。玩家的選擇會影響之後的劇情路線，從而影響結局。此外，玩家可以隨時打開對話記錄，檢視已經閱讀過的內容。本作還支援玩家快速保存、讀取遊戲進度、跳過對話內容。
本作角色之間的關係亦帶有一定性意味。有關場景包括乳交、口交、性交。玩家在某些預設的段落中須選擇像調查房間般的行為選項，亦需以點選頁面的形式控制悠久進行探索。對話框的下一段文本在做出選擇前並不能夠顯示。玩家必須反覆載入選項或探索頁面，並選擇不同的選項，才能夠觀覽存於不同路線的劇情。《異想魅惑》擁有多個結局，其中有部分是壞結局。玩家在遊戲未通關前亦能在場景模式中解鎖所有色情場景。

## 情節
本作劇情主要圍繞著於某幢公寓所發生的一系列事件。該幢公寓的房東太田壽子原先有着喜歡嚴厲管教的雙親，他們雙亡後便繼承公寓等財產。不過太田繼感到寂寞，開始精神失常，出現要求自己招攬家族的幻聽。於是便把因工作不順而大受打擊的住客綾瀨沙也香當作家人照顧。她的此一慾望後來擴展至全幢公寓，開始要求住客兼同人漫畫家楠木米莉亞幫助自己製作一本教典，然後強迫住民聆聽自己的教誨，勸誘她們成為「家人」。並威脅住客霧生晶，從那邊強制奪得冰毒。她在為自己施打冰毒後，精神更為失常，認為只有死才能大家獲得救贖，成為天使。綾瀨則對此十分認同。房東繼要求楠木為四名房客設計天使形象。
太田同時亦對因懶惰拒絕上學的住客野野宮花音施暴，以教育之名對之體罰和施打冰毒，令之最終只能躺在床上。某一天，房東突然強迫四名房客施打冰毒，在意識迷糊的狀態下集體前往地下室自殺，讓他們借是次儀式獲得救贖。綾瀨對此十分配合，於是便以冰毒讓不從的晶失去活動能力，然後殺掉她。楠木在腦袋空白的情況下親手殺了野野宮。自己則對自殺一事感到猶疑，不過此時她的手被綾瀨抓着，強制誘導她自剖肚子。與此同時，房東突然醒覺，要求綾瀨不要再殺人。綾瀨則因對此不滿，而反手刺殺房東。不過房東在死前把刀拔出，再刺向綾瀨，令之喪命。她們四人的怨念繼催生了詛咒和詛咒的化身「安妮麗絲」——綾瀨讓全員成為家人（天使）的執念也成為該一詛咒的一部分。詛咒讓她們以靈體的姿態被束縛在公寓，並化身成天使的模樣。而房東的靈體則因為渴望死亡，而一早不存於世上。安妮麗絲一度產生尋死念頭，以此解除詛咒。但她們不想死的心情則讓自己產生矛盾，於是便決定找悠久的師傅相討對策，讓他派一個能不受詛咒影響的人過來認識自己，然後心滿意足地死去。與此同時，該一公寓亦因上述事件而充滿瘴氣。
悠久的師傅於是在沒告知陰陽師悠久「安妮麗絲」的身世底下，派他到現場調查事件。悠久由於擁有對抗詛咒和看得見靈體的體質，所以能夠在不受詛咒的情況下接近公寓，跟四名已去世的住客和自稱住在公寓的安妮麗絲相處交流。安妮麗絲則對他稱自己是此前於英國居住的魅魔。她一開始也嘗試透過性交等行為討好他，不過之後則真的喜歡上他。在跟住民交流的過程中，悠久漸漸逼近真相，但同時亦被困於公寓。之後的劇情會隨着玩家的選項而出現變化——悠久在部分路線中會被詛咒侵蚀，決定一直留在公寓；亦有路線以他沒能獲得所有真相的情況下，淨化綾瀨，然後回家為結；還有路線是安妮麗絲以外的全住民都失去了理智，致使悠久被迫淨化全部人，成功離開公寓。「約定線」則是他淨化對自己懷有敵意的綾瀨後，明白到安妮麗絲的身份，繼讓她向自己袒露心聲。她接着請求悠久殺死由怨念形成的自己。悠久於是決定殺了她，解放住民，最後回去以式神儀式創造出由二人美好的記憶所形成的安妮麗絲。在多數結局中，安妮麗絲最終會被主人公的師傅消滅。

## 角色
巽悠久
正在就學的陰陽師，陰陽寮的成員，能以妖刀斬妖除魔。因為受師父所託而前往公寓調查。在那與安妮麗絲相遇。為人內向，不擅與人交流。在不同的线路中他的结局不同，在最后的结局中在了解了安妮麗絲的身世后亲手杀死了她，并随后以左臂为代价将安妮麗絲作为式神重新创造出来。
安妮麗絲（聲優：歩サラ）
自稱此前於英國居住的魅魔，因為渴望获取日本的永久居留權而幫助悠久調查事件。对日本御宅文化有一定的興趣和了解，態度多變，愛照顧人。在故事中不時藉各種機會跟悠久發生性行為。在悠久來到公寓調查前便已居於原房東的住房101號室。她实际上是由死去的四人的怨念集合而成的个体，通过吞噬四人的内脏获得了肉身，也是导致公寓诅咒的成因，试图让所有踏入公寓的人成为他们的“家人”。她向主人公巽悠久的师傅请求派出主人公前往调查这起诅咒事件，并约定在结束后由他的师傅消灭自己。在不同的线路中她的结局有所不同，在多数结局中她最终会被主人公的师傅消灭；但在「約定線」中她向主人公袒露自己的心声，请求主人公杀死由怨念形成的自己，创造出由二人美好的记忆所形成的自己。她最终成为了主人公的式神。
綾瀨沙也香（聲優：铃谷麻耶）
住在102號室的房客。因工作不順而大受打擊，結果需住在公寓療養。在此期間得到房東照顧，因此對她十分順從。在化為天使後改稱為薩利，在主角面前表現得像個宗教狂熱者似的。她在入住公寓后释放自己的欲望虐待其他住客，并在集体自杀事件中唆使与杀害其他住客，并最后杀害了央求自己收手的房东。在大多路線中，她最终被主人公或安妮麗絲铲除。
野野宮花音（聲優：くすはらゆい）
住在103號室的房客。原是個升上高中後拒絕上學的少女，她的兩親於是把她趕到太田的公寓居住，以望重新管教之。不過太田會以教育之名對之體罰和施打甲基苯丙胺，令之最終只能躺在床上。在化為天使後被冠以羅希之名，並經常陷入睡眠狀態。在「約定線」中，她从诅咒中解脱，与楠木一起居留在公寓中。
霧生晶（聲優：あじ秋刀魚）
住在201號室的房客。原是個有錢家庭出身的學生，她亦因此入讀了著名私立高中。不過她後來因為厭惡兩親的管教，而決定跟不良分子一起混日子，並從事非法藥物交易。同時她看中了太田壽子的公寓住房，而搬到那獨居。在化為天使後被冠以庫利之名，情緒有點大起大落。在「約定線」中，她从诅咒中解脱，离开公寓以幽灵之身返回家中看望父母。
楠木米莉亚（聲優：手塚りょうこ）
住在202號室的房客。原是個喜歡繪畫BL漫畫的同人漫畫家，並在網上以露骨直播引起一輪熱話。因為租金便宜，而搬到太田的公寓住房居住。在化為天使後被冠以哈維之名，並保有生前的記憶。在「約定線」中，她从诅咒中解脱，与花音一起居留在公寓中，并专心于完成向出版社投稿的漫画原稿。

## 開發
《異想魅惑》由Silky's Plus WASABI負責開發。它的主題曲Fantastic Conflict由創作，獻唱。片尾曲異想魅惑 Ending則由Rin獻唱。劇本和企劃交由構思。則負責描畫原畫。
自出道伊始便一直想製作系统複雜的美少女遊戲，以把一部分重心從文字閱讀上移開，轉移到「探索」等遊戲機制上。但考慮到成本問題，故一直未能實現。後來，他為了讓自己實現夢想，而向不怕系統製作繁複，兼能夠設計複雜程式的遊戲品牌Silky's Plus提交企劃書。考慮到自身此前尚未接觸過探索類型的遊戲，故為保守起見，於企劃書中提出的是「製作一部低價作」的構思。他原本認為即使是Silky's Plus，也會因為本作的系統複雜，而把自己的企劃駁回。不過Silky's Plus的作風本身鼓勵創作者多创作自己想做的作品，因此交出企劃書沒過多久便對他開綠燈。
但與冒險元素相比，本作的探索要素較少。因為製作團隊想把焦點放在玩家角色與安娜麗絲的互动過程，調查各副主角的身世則為次之。故此，他們希望玩家把本作視作「選項較多的冒險遊戲」看待。他們同時認為描畫其他角色對探索的反應有着一定难度。製作團隊為本作加入了不少無關主線的對話內容，真正有關主線的相對較少。但兩者加起上來的份量比他們原本預計的多。令文本量變多的原因之一在於需描畫探索前後的區別。
與以前的作品相比，製作團隊在製作本作時較著重角色的塑造和色情場景。因此他們在唯一的女主角安妮麗絲上花了不少心機，為她繪畫大量的立繪和裝扮。他們認為這樣能讓初次接觸Silky's Plus作品的玩家容易接受，同時在劇情上保有該品牌的特色，迎合非初次接觸者的期望。製作團隊刻意讓《異想魅惑》的世界觀跟Silky's Plus WASABI的過去作品一樣，不過考慮到新玩家的接受程度，故此把有關元素淡化到不阻礙他們了解遊戲內容的程度。
在安妮麗絲的設計上，只向交代「童顏巨乳」的要求，讓他有更多自由發揮空間。最終所設計的安妮麗絲令前者感到滿意。製作團隊為突出安妮麗絲的地位，故決定不繪畫其他角色的色情場景。因對於洗澡時發生性行為的情節情有獨鐘，故本作也加入了有關場景。此外團隊考慮到了只想看色情場景的人的需求，故為遊戲加入了一鍵解放所有色情場景的功能。亦負責設計安妮麗絲以外的其他角色。他以修道士的裝扮為靈感，設計出薩利的衣服；他在了解到庫利從事非法藥物交易的背景後，把她的衣服設計成以黑色和黄绿色為主調；哈維則設計成身穿氣球裙的樣子，以迎合她那種「小動物」的印象。

## 發行
2019年6月21日，Silky's Plus WASABI開設了《異想魅惑》的官方網站，同日公開角色陣容、部分遊戲場景、片頭曲的精簡版。28日，製作團隊開放給公眾預約此作，同日開展以預約者為對象的線下活動，同類型活動在未來幾個月期間亦有舉辦，讓他們可獲得文件夾、插畫等贈品。8月，它在YouTube上發佈本作的開場動畫和介紹影片。由於開場動畫的安妮麗絲身穿有一定露出度的衣裝，故製作團隊一度擔心YouTube會否刪除它。同月28日，製作團隊發佈本作的免費試玩版，予供公眾下載試玩。2日後，它開展了以預約者為對象的抽獎活動，讓他們有機會獲得「附有聲優簽名的色紙」。9月4日，官方宣佈本作已下線。
PC光碟版、附帶抱枕套的光碟版、完整下載版、附帶音頻特典的完整下載版一併於9月27日發行，同時相容Windows XP/Vista/7/8/8.1/10。部分商店為購入者安排了像掛毯、鑰匙圈、電話卡般的特典。在發售後，Silky's Plus WASABI在2020年4月起又先後獨立發行了本作相關的音樂CD、掛毯、抱枕套。2020年8月28日，它發佈了《異想魅惑》的全年齡版。2021年11月19日，Sekai Project經Steam發售本作的中英文版。Denpasoft同日亦推出包含色情場景的可下载内容及中英文版的付費完整版本。

## 迴響
《異想魅惑》在開售後登上了各大平台的美少女遊戲銷量排行榜——它在首次登上排行榜時，於美少女遊戲暨動漫相關商品銷售網站Getchu屋和雜誌《Megastore》上獲得第3名，並在雜誌《BugBug》上獲得第4名。《Megastore》把此一銷量歸功於安妮麗絲的人設和劇情。《異想魅惑》的2019年全年銷售量排名則分別排在第27名（Getchu屋）和第74名（FANZA Games）。
它在Getchu屋亦被票選為2019年9月最佳美少女遊戲，並在當月贏得由用戶選出的萌系遊戲大賞月間賞。到了Getchu屋的2019年美少女遊戲大賞，則獲得綜合部門第15名、系統部門第7名、圖像部門第2名、色情部門第8名。根據《BugBug》的2019年讀者美少女遊戲人氣投票結果，這部作品同樣獲得色情部門第8名。安妮麗絲在Getchu屋和《BugBug》的人氣投票結果中皆有上榜——分別獲得角色部門第10名和第8名。
《異想魅惑》在2019年萌系遊戲大賞同時贏得由業內人士選出的準大獎和色情系作品獎PINK金獎，年度排名則排在第4名。《BugBug》的總編大澤忠基在評論它獲得準大獎一事時，肯定了本作的劇情和系統，认为這部作品跟Silky's Plus過去的作品一样，充滿着懸疑和恐怖元素。此外亦讚揚探索系統跟劇情相當配合，把「以前電腦遊戲的優點帶到現在」。他還讚揚安妮麗絲的人物設計。同人社團moarea88的筆者則在它獲得色情作品獎PINK金獎時寫道，本作的安妮麗絲具有一定魅力，認為它的玩家不少都因為被安妮麗絲吸引而買入之。除此之外他亦把玩家對這部作品的支持歸功於後來推出的色情場景動畫特典。

### 評價
評論者對於本作的故事表示讚揚，當中部分特地讚揚了它的懸疑元素。《BugBug》的認為坏结局的異常劇情也讓人「感受到本作的懸疑性」。
本作的其他方面亦得到了評論者讚賞。評論者讚揚安妮麗絲的人設具吸引力。更寫道，單是她的存在就值得人們購入此作。此外他們亦讚賞本作對E-mote技術的運用，認為它讓安妮麗絲更生動立體。對於色情場景的表現表示滿意，認為安妮麗絲在性上從主動變被動的場景「能滿足征服感」。但對於不能攻略其他角色這点感到失望。

## 外部連結
- 官方网站 （日語）
- 《異想魅惑》在視覺小說數據庫的頁面 （英文）